# Xã Hagali, Quận Beltrami, Minnesota
Xã Hagali (tiếng Anh: Hagali Township) là một xã thuộc quận Beltrami, tiểu bang Minnesota, Hoa Kỳ. Năm 2010, dân số của xã này là 372 người.